# Лифаренко, Анастасия Александровна
Анастасия Александровна Лифаренко (24 ноября 1967, Москва, СССР - 5 августа 2021, там же, РФ) — советская и российская спортсменка по синхронному плаванию, инструктор по обычному и синхронному плаванию и аквааэробике, мастер спорта по синхронному плаванию (1984), мастер спорта международного класса по синхронному плаванию, Чемпионка СССР по синхронному плаванию, победительница ряда турниров по синхронному плаванию.

## Биография
Родилась 24 ноября 1967 года в Москве. В 1977 году в возрасте 10-ти лет начинала заниматься синхронным плаванием и занималась в ДСО Труд (Москва). После окончания средней школы поступила в РГАФК, который его окончила спустя несколько лет. В 1984 году стала 3-м Призёром Чемпионата Европы по синхронному плаванию среди юниоров в категории парные и групповые упражнения, в том же году получила звание мастера спорта по синхронному плаванию. В 1985 году стала победительницей Кубка СССР по синхронному плаванию в категории групповые упражнения. 1986 год оказался более успешным для спортсменки, ибо она стала Чемпионкой СССР по синхронному плаванию в категории групповые упражнения, разделив победу вместе с Ольгой Белой, Еленой Дашиной, Еленой Долженко, Ириной Жуковой, Екатериной Лаврик, Людмилой Осиповой и Татьяной Титовой. Сборная команда показала результат 173,55. Также она стала Победительницей Спартакиады народов СССР в категории групповые упражнения, разделив победу вместе с Еленой Дашиной, Екатериной Морейно, Ириной Потёмкиной, Екатериной Лаврик, Марией Черняевой, Ольгой Малининой и  Татьяной Титовой. Сборная команда Москвы показала результат 178,41. Она также стала 3-м призёром этой же спартакиады в категории парные упражнения, где на пару с Екатериной Лаврик показала результат 170,74. В конце 1980-х годов стала Победительницей Кубка Европы по синхронному плаванию, в начале 1990-х годов получила категорию Мастер спорта международного класса по синхронному плаванию. В середине 1990-х годов прошла обучение на тренера по плаванию, в результате чего кроме синхронного плавания она выучилась также на персонального тренера по спортивному плаванию и инструктора по групповым программам (аквааэробике). После окончания спортивной карьеры работала инструктором по плаванию в фитнес-клубах и бассейнах Москвы, до лета 2021 года работала в фитнес-клубе WeGym-Синица в должности персонального инструктора по плаванию и аквааэробике, а до конца 2010-х годов руководила студией синхронного плавания там же.

### Последние годы жизни, болезнь и смерть
В 2012 году у неё был обнаружен рак груди, грудь была удалена вместе с опухолью, на какое-то время у неё появилась стойкая ремиссия, но в последнее время опухоль вновь вернулась на то место и она была в запущенной стадии, а в 2021 году пошли метастазы в брюшную полость, но несмотря на это продолжала свою тренерскую деятельность фактически до своего тяжёлого состояния. 24 июня 2021 года была вынуждена уйти с тренерский работы в связи с резким обострением состояния здоровья, за 1,5 месяца она буквально угасла.
Скончалась 5 августа 2021 года в Москве от рака груди.